# Mostec (rekreativni park)
Mostec je dolina in rekreacijsko središče pod severozahodnim pobočjem Rožnika v Četrtni skupnosti Šiška v Ljubljani. Leži ob Večni poti, v bližini živalskega vrta. Po dolinici teče potok Mostec. 
Nekdaj so se tu zbirali pristaši zdravljenja z vodo po vzoru Kneippa. Razne stranke in društva v Mostecu pogosto prirejajo različna srečanja. Gostinski objekt nudi pijačo in občasno tudi jedačo, ob njem je balinišče in otroško igrišče. 
Cesta do smučarskih skakalnic je zaprta za promet. V okolici je speljanih več tekaških in trim stez.

## Galerija
- Pot v Mostec
- Klopi pred gostiščem
- Gostišče
- Balinišče
- Otroško igrišče
- Smučarske skakalnice